# Svetlana Sleptsova
Svetlana Joerjevna Sleptsova (Russisch: Светлана Юрьевна Слепцова) (Chanty-Mansiejsk, 31 juli 1986) is een Russische biatlete.

## Carrière
Sleptsova maakte haar wereldbekerdebuut in januari 2007 in Pokljuka, enkele weken later scoorde ze in Lahti haar eerste wereldbekerpunten. Bij de eerste wereldbekerwedstrijd van het seizoen 2007/2008 finishte de Russische direct in de toptien, in januari 2008 stond ze in Oberhof voor de eerste maal in haar carrière op het podium. Een week later boekte ze in Ruhpolding haar eerste wereldbekerzege. Aanvankelijk eindigde ze op de tweede plaats, door de positieve dopingtest van Kaisa Varis schoof ze echter een plaatsje op. Op de wereldkampioenschappen biatlon 2008 in Östersund eindigde Sleptsova als zesde op de 7,5 kilometer sprint, als achtste op de 10 kilometer achtervolging en als zeventiende op de 12,5 kilometer massastart. Samen met Oksana Neupokojeva, Nikolaj Kroeglov en Dmitri Jarosjenko sleepte ze de bronzen medaille in de wacht op de gemengde estafette, op de 4x6 kilometer estafette eindigde ze samen met Albina Achatova, Tatjana Moisejeva en Jekaterina Joerjeva op de vierde plaats. In Pyeongchang nam de Russin deel aan de wereldkampioenschappen biatlon 2009. Op dit toernooi eindigde ze als negentiende op de 12,5 kilometer massastart, als achtentwintigste op de 10 kilometer achtervolging en als zesendertigste op de 7,5 kilometer sprint. Op de 4x6 kilometer estafette veroverde ze samen met Anna Boelygina, Olga Medvedtseva en Olga Zajtseva de wereldtitel, samen met Olga Zajtseva, Ivan Tsjerezov en Maksim Tsjoedov eindigde ze als vijfde op de gemengde estafette.

## Resultaten

### Wereldkampioenschappen
| Jaar | Plaats      | Resultaten |
| ---- | ----------- | --- |
| 2008 | Östersund   | 6e 7,5 km sprint · 8e 10 km achtervolging · 17e 12,5 massastart · 4e 4x6 km estafette · gemengde estafette        |
| 2009 | Pyeongchang | 19e 12,5 km massastart · 28e 10 km achtervolging · 36e 7,5 km sprint · 4x7,5 km estafette · 5e gemengde estafette |

### Wereldbeker
Eindklasseringen
| Seizoen   | Algemeen | Individueel | Sprint | Achtervolging | Massastart |
| --------- | -------- | ----------- | ------ | ------------- | ---------- |
| 2006/2007 | 55e      |             |        |               |            |
| 2007/2008 | 8e       |             |        |               |            |
| 2008/2009 | 12e      |             |        |               |            |

Wereldbekerzeges
| Nr. | Datum            | Plaats     | Onderdeel           |
| --- | ---------------- | ---------- | ------------------- |
| 1.  | 11 januari 2008  | Ruhpolding | 7,5 km sprint       |
| 2.  | 13 maart 2008    | Oslo       | 7,5 km sprint       |
| 3.  | 15 maart 2008    | Oslo       | 10 km achtervolging |
| 4.  | 20 december 2008 | Hochfilzen | 7,5 km sprint       |
| 5.  | 19 december 2009 | Pokljuka   | 7,5 km sprint       |
| 6.  | 20 december 2009 | Pokljuka   | 10 km achtervolging |